# Emília Escaura
Emília Escaura (en llatí Aemilia Scaura) va ser una dama romana que va viure al segle i aC, filla de Marc Emili Escaure i de Cecília Metel·la, filla de Luci Cecili Metel Dalmàtic, cònsol l'any 119 aC. Formava part de la gens Emília.
Quan va néixer, Escaure tenia vora setanta anys i era un dels polítics m´és importants de Roma. Després de la mort del seu pare, Emília va ser criada pel segon marit de la seva mare, el dictador Luci Corneli Sul·la, que es va fer càrrec de la seva educació i de la seva fortuna. L'any 82 estava casada amb Mani Acili Glabrió i esperava un fill.
Plutarc diu que Sul·la veia amb admiració les accions i el caràcter de Pompeu, i, enfurismat per les crítiques que li va fer Acili Glabrió sobre la seva conducta com a dictador, va obligar-lo a divorciar-se d'Emília per poder-la casar amb Pompeu. Pompeu per la seva banda es va haver de divorciar de la seva primera dona Antístia per ordre de Sul·la. El matrimoni va ser tràgic, ja que Emília va morir a la casa de Pompeu en donar a llum.